# Mimeoma signatoides
Mimeoma signatoides är en skalbaggsart som beskrevs av Höhne 1923. Mimeoma signatoides ingår i släktet Mimeoma och familjen Dynastidae. Inga underarter finns listade i Catalogue of Life.